# HMS Despatch (D30)
«Діспатч» (D30) (англ. HMS Despatch (D30) — військовий корабель, легкий крейсер типу «Данае» Королівського військово-морського флоту Великої Британії за часів Другої світової війни.

## Історія створення
«Діспатч» був закладений 8 липня 1918 на верфі компанії Fairfield Shipbuilding and Engineering Company, Глазго. 2 червня 1922 увійшов до складу Королівських ВМС Великої Британії.